# سولای هنائو
سولای هنائو (اسپانیایی: Zulay Henao‎؛ زادهٔ ۲۹ مهٔ ۱۹۷۹) یک هنرپیشه سینما و تلویزیون اهل کلمبیا و ایالات متحده آمریکا است. وی از سال ۲۰۰۵ میلادی تاکنون مشغول فعالیت بوده است.
از فیلم‌ها یا مجموعه‌های تلویزیونی که وی در آن‌ها نقش داشته است می‌توان به قانون و نظم: واحد قربانیان ویژه، خاطرات واقعی یک آدمکش بین‌المللی، باشگاه مادران مجرد، مبارزه و جزیره بزرگ اشاره نمود.